# Ursoaia (okręg Aluta)
Ursoaia – wieś w Rumunii, w okręgu Aluta, w gminie Icoana. W 2011 roku liczyła 713 mieszkańców.